# Грант (окръг, Южна Дакота)
Вижте пояснителната страница за други населени места с името Грант.
Окръг Грант (на английски: Grant County) е окръг в щата Южна Дакота, Съединени американски щати. Площта му е 1782 km², а населението - 7061 души (2017). Административен център е град Милбанк.